# Lac des Caprioli
Pour les articles homonymes, voir Caprioli (homonymie).
Le lac des Caprioli (en italien : lago dei Caprioli) est un lac alpin du nord-ouest de la province autonome de Trente. Il est situé à Fazzon, dans la commune de Pellizzano, à une altitude de 1 280 mètres.